# Bracsław
Bracsław – staropolskie imię męskie, złożone z członów Brat(c)- ("bratu", "członkowi wspólnoty rodowej", "człowiekowi bliskiemu") i -sław ("sława"). Imię to mogło oznaczać "tego, kto sławi swoich bliskich". Od tego imienia prawdopodobnie pochodzi nazwa stolicy Niemiec, Berlina.
Bracsław imieniny obchodzi 9 stycznia.
Zobacz też:
- Bralin